# 格奥尔格·冯·贝凯希
格奥尔格·冯·贝凯希（德語：Georg von Békésy，1899年6月3日—1972年6月13日），匈牙利语名贝凯希·哲尔吉（匈牙利語：Békésy György），是一位出生在布达佩斯的匈牙利生物物理学家。
1961年，他被授予了诺贝尔生理学或医学奖，以表彰其对哺乳动物听觉器官中耳蜗所发挥的功能的研究。